# Armina loveni
Armina loveni är en snäckart som först beskrevs av Bergh 1860.  Armina loveni ingår i släktet Armina och familjen Arminidae. Arten är reproducerande i Sverige. Inga underarter finns listade i Catalogue of Life.